# مارك هيوز (فنان قتال مختلط)
مارك هيوز (بالإنجليزية: Mark Hughes) هو فنان قتال مختلط أمريكي، ولد في 13 أكتوبر 1973 في هيلزبورو في الولايات المتحدة.

## وصلات خارجية
- مارك هيوز على موقع يو إف سي (الإنجليزية)
- مارك هيوز على موقع شيردوغ (الإنجليزية)
- مارك هيوز على موقع IMDb (الإنجليزية)
- مارك هيوز على موقع قاعدة بيانات الفيلم (الإنجليزية)